# Mass und Wert

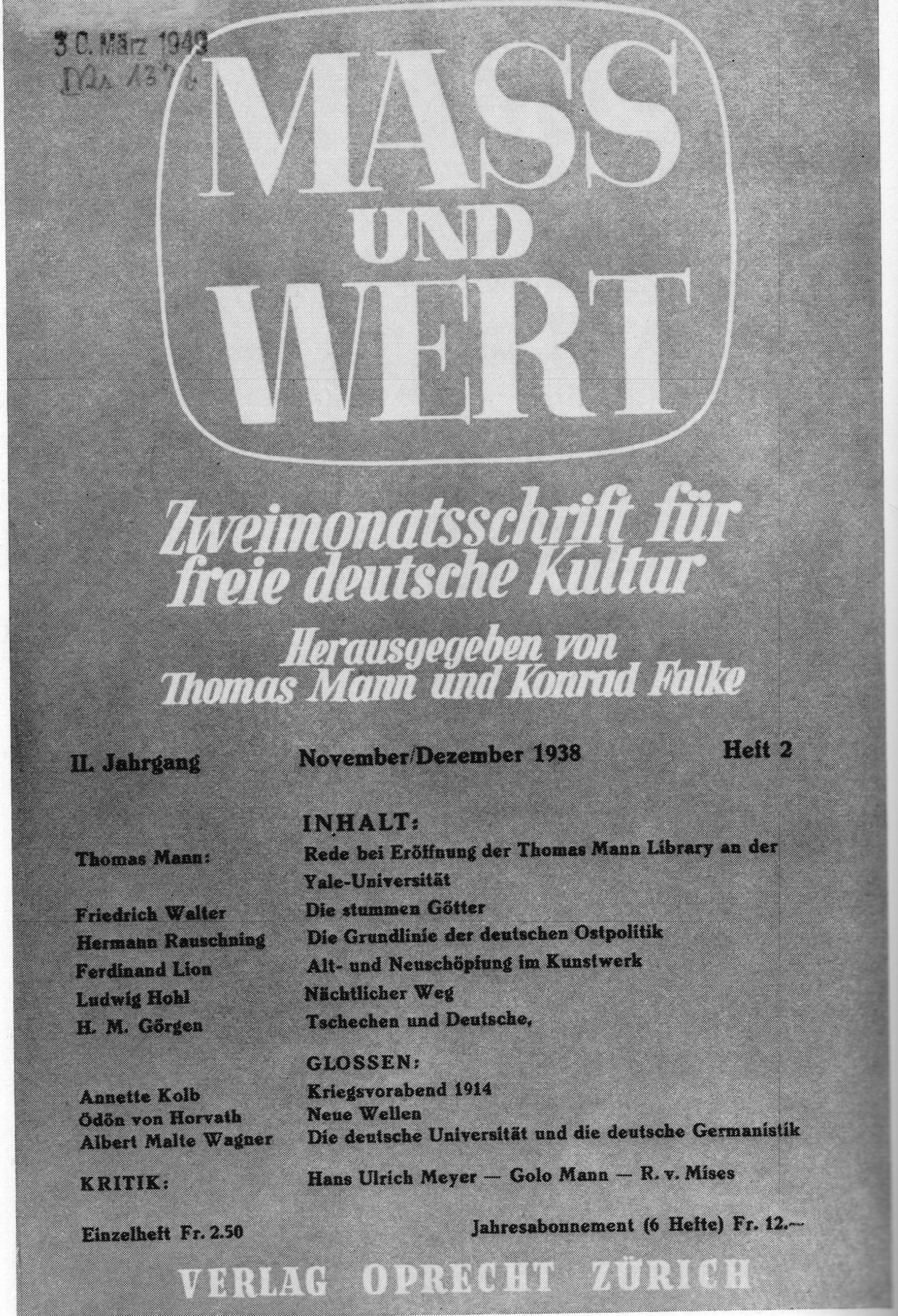
Mass und Wert–Ausgabe vom November/Dezember 1938

Mass und Wert. Zweimonatsschrift für freie deutsche Kultur war eine deutsche Exilzeitschrift, die in Zürich im Verlag Emil Oprechts erschien und von September 1937 bis Oktober 1940 in 17 Ausgaben herauskam. Herausgeber waren Thomas Mann und Konrad Falke. Chefredakteur war anfangs der Journalist Ferdinand Lion, dann ab November 1939 Golo Mann.
Im Gegensatz zu anderen Exilzeitschriften, die dezidiert politisch ausgerichtet waren, war Mass und Wert feuilletonistisch-kulturgeschichtlich orientiert. In der ersten Ausgabe gab es neben Essays, Kritiken und Glossen den Vorabdruck eines Kapitels aus Thomas Manns Roman Lotte in Weimar. In der Zeitschrift erschienen Beiträge von Bertolt Brecht, Alfred Döblin, Joseph Roth, Franz Werfel, Stefan Zweig und anderen.
Nach der Flucht Golo Manns in die Vereinigten Staaten im Frühjahr 1940 war die schweizerische Redaktion verwaist. Eine zeitweilig beabsichtigte Weiterführung der Zeitschrift nach dem Krieg wurde nicht realisiert.